# Светослав Иванов
Светослав Иванов е български журналист, репортер и водещ на предаването „120 минути“ по bTV.

## Биография и дейност
Светослав Иванов е роден на 30 ноември 1983 г. в София. Завършва Софийски университет „Св. Климент Охридски“ със специалност „Журналистика“. Специализирал е в Организацията на Обединените нации в Ню Йорк и Женева през 2012 г. През 2018 г. завършва специализирана програма по Negotiation Mastery (Майсторство в преговорите) в Харвардския университет.
Журналистическата му кариера започва в „Дарик радио“, където е репортер и водещ.
През 2007 г. става част от екипа на bTV. Автор е на десетки документални филми, интервюта и репортажи от горещи точки по света. През 2013 г. в деня на раждането на дъщеря му Йоанна, Светослав Иванов става водещ на предаването „120 минути“. В студиото на предаването той често се среща със световноизвестни политици, интелектуалци и общественици като Сесилия Саркози, Лех Валенса, Виктор Юшченко, Ахмет Давутоглу, бившият директор на ЦРУ Джеймс Уулси, бившият агент на КГБ Михаил Любимов, Рибал ал Асад, Ричард Брансън, Джордан Белфърт и др.
Статии на Светослав Иванов са публикувани в някои от най-авторитетните печатни издания, сред които британския вестник „The Independent“.
През 2010 заедно с оператора Валентин Василев отразяват операцията на израелските специални части срещу „Флотилията на свободата“ – група от шест кораба, щурмувана в морето на 80 морски мили от ивицата Газа. Те се намират на гръцкия кораб „Сфендони“, който е непосредствено след турския „Мави Мармара“, на борда на който загиват осем души.
Светослав Иванов и Валентин Василев са задържани заедно с още над 60 журналисти от цял свят, отразяващи акцията и върнати в държавите си. Инцидентът предизвиква огромен международен скандал и паралелни разследвания на Европейския съюз и ООН. Този случай е описан подробно в главата „Кървавата нощ в Средиземно море“ на първата книга на Светослав Иванов – „Там, където загинаха дърветата“ (2015), с пътеписи от най-горещите точки на света. Книгата влиза в класацията на най-продаваните книги в България през 2015 година.
Втората книга на Светослав Иванов – „Чудовища и будители“ (2017), събира 75 коментара от мини рубриката му, в която в началото на всяко предаване коментира най-интересните теми от седмицата.
Светослав Иванов е автор и на филмите:
- „Бегълци в Лондон“ (2008)[11]
- „Полумесец в короната“ (2016)[12]
- „Пътят след София“ (2008) [13]
- „Иран на Хомейни“ (2008) [14]
- „Либия преди и след Кадафи“ (2012) [15]
- „Арестуван, предаден, продаден, Ратко Младич“ (2011) [16]
- „Ромео и Жулиета от Близкия изток“ (2013) [17]

## Награди
- 2008 – Награда „Робер Шуман“ на Европейската комисия за разследването „Полумесец в Короната“, за ислямистките движения в Лондон[18]
- 2008, 2009, 2012 – Трикратно е обявен за „Репортер на годината“ от колегите си в bTV[19]
- 2016 – Награда от Съюза на българските журналисти (СБЖ) за принос към телевизионната журналистика – „Златно перо“[20]

## Галерия
- Антон Хекимян и Светослав Иванов в предизборно студио
- Сесилия Саркози и Светослав Иванов
- Светослав Иванов и Лили Иванова